# Laverda

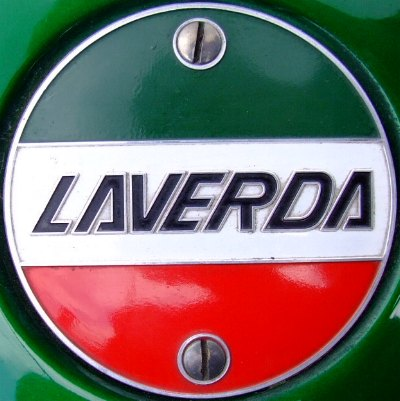

Laverda is een Italiaanse producent van motorfietsen.
Laverda: Moto Laverda, Dottore Francesco Laverda & Figli, later Moto Laverda S.p.A., Nuovo Moto Laverda, Zanini-Group, Breganza (Vincenza) en IMOLA (Industria MOto LAverda), Zané.
Een Italiaans motormerk, ontstaan in 1949 toen landbouwmachinefabrikant Laverda sr. als hobby een 75 cc viertakt motorfiets bouwde.
In 1950 begon hij een aparte fabriek voor motorfietsen. Hij bouwde er lichte viertaktmodellen tot 200 cc. In 1966 werd de eerste tweetakt gemaakt, een 50 cc-model. In dat jaar kwam ook een doorbraak toen de eerste 650 cc tweecilinders uitkwamen, die qua motorblok overigens erg veel leken op de Honda-Dreams. Enkele jaren later kwam er een 750 cc uitvoering en ook 1000- en 1200 cc driecilinders. Deze driecilinders hadden een zogenaamde 180-graden krukas, waardoor het blok liep als een tweecilinder. Dit had als voordeel dat ze veel trekkracht bij weinig toeren hadden, maar nadeel waren de relatief sterke trillingen. De Laverda 1000 Jota was begin jaren tachtig de snelste productiemotorfiets ter wereld. In 1983 verscheen de Laverda 1000 RGS driecilinder met 120-graden krukas. Dit was veel meer een zware toermachine waar de rustiger loop ook goed bij paste. In Italië werden in de jaren tachtig vooral veel lichte tweetakten afgezet, waarbij vaak Zündappblokken werden gebruikt.
In 1985 werd het bedrijf onder curatele gesteld, waardoor de productie van motorfietsen herhaaldelijk vastliep. Het faillissement van Zündapp vergrootte de problemen en bovendien hadden de twee leidende gebroeders Laverda, Massimo en Piero, geheel verschillende ideeën over de toekomst van het bedrijf. Doordat werknemers een groot deel van de aandelen overnamen en met steun van de overheid ontstond eind jaren tachtig Nuova Moto Laverda. Hier bouwde men verder aan de lichte tweetaktjes met Cagiva-blok maar al snel kwamen de 650 cc twins terug. In 1993 sloot de fabriek opnieuw, het ministerie van economische zaken zette het bedrijf te koop. Het merk kwam opnieuw terug onder de naam IMOLA en was vanaf dat moment gevestigd in Zané. Hier werd de 650 verder ontwikkeld en er kwamen ook zeer sportieve 750 cc-modellen.
Hierna heeft Laverda overwogen om ook 650- en 1000 cc tweecilinderblokken van Suzuki toe te gaan passen, maar dit is nooit meer gerealiseerd. In juli 2000 werd Laverda overgenomen door Aprilia. In 2003 verscheen een nieuwe 1000 SFC met het V-twinblok van de Aprilia Mille als prototype welke nooit in productie is gegaan. Daarna werd het weer erg stil rond het merk. Er worden ook nog quads en scooters geproduceerd onder de naam Laverda maar deze worden geïmporteerd uit het verre oosten. Desondanks is Laverda nog steeds een grote leverancier van landbouwvoertuigen.

## Afbeeldingen

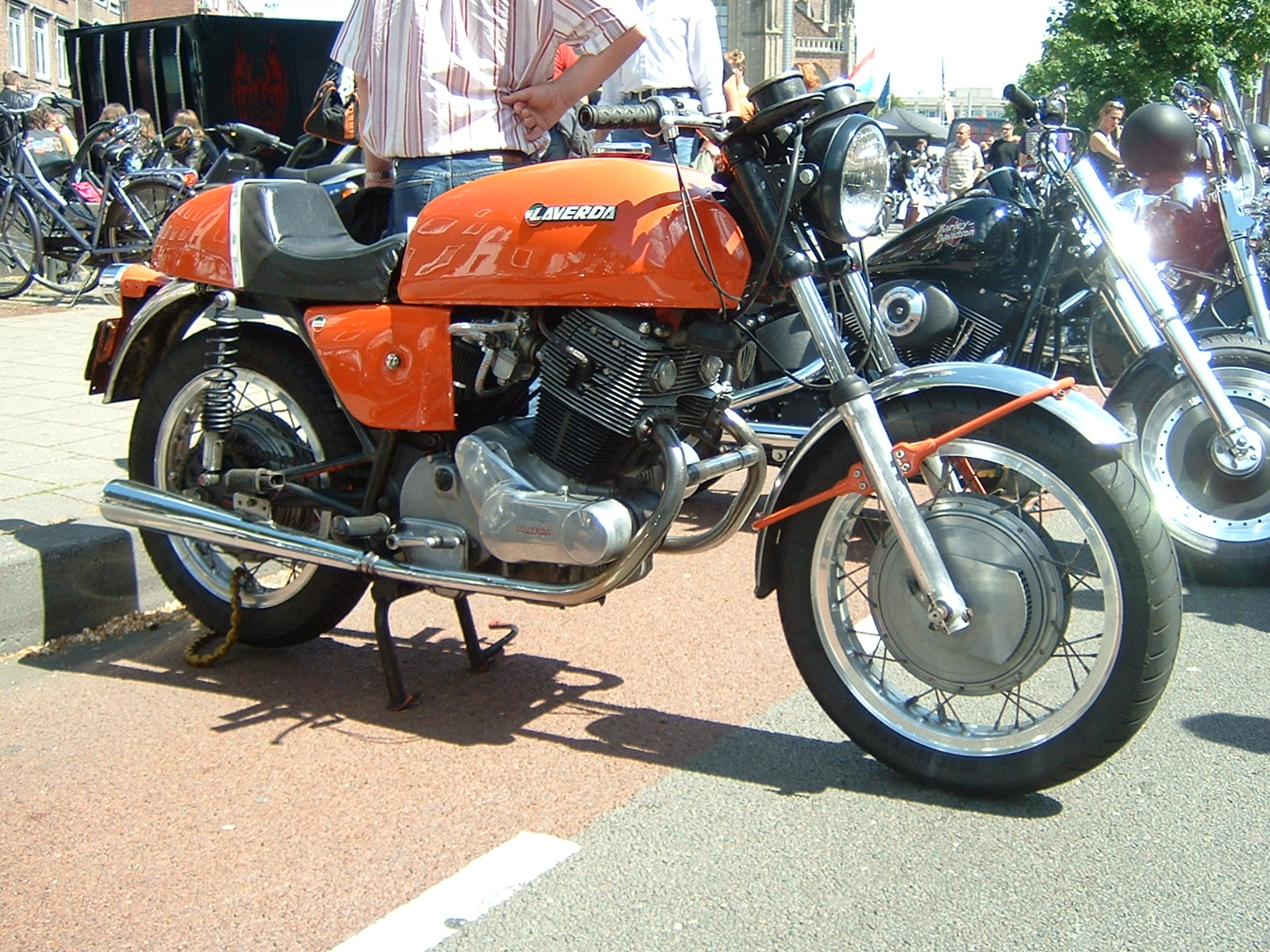
Deze Laverda SF 750 uit 1971 is "aangekleed" met onderdelen van verschillende latere modellen.
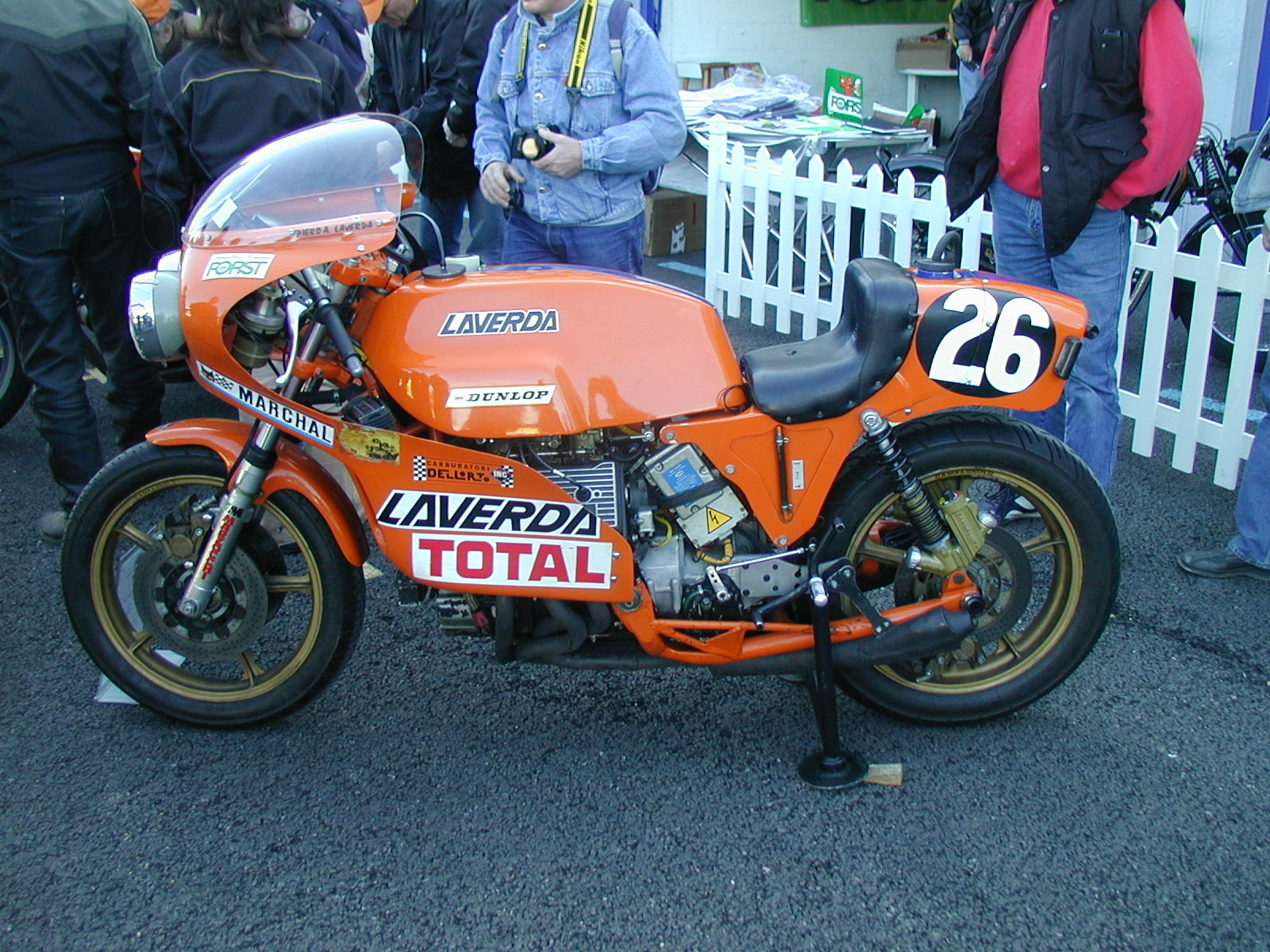
De Laverda 1000 cc V6 Enduranceracer uit 1977 reed slechts één wedstrijd, viel uit en is desondanks een bekend geworden motorfiets
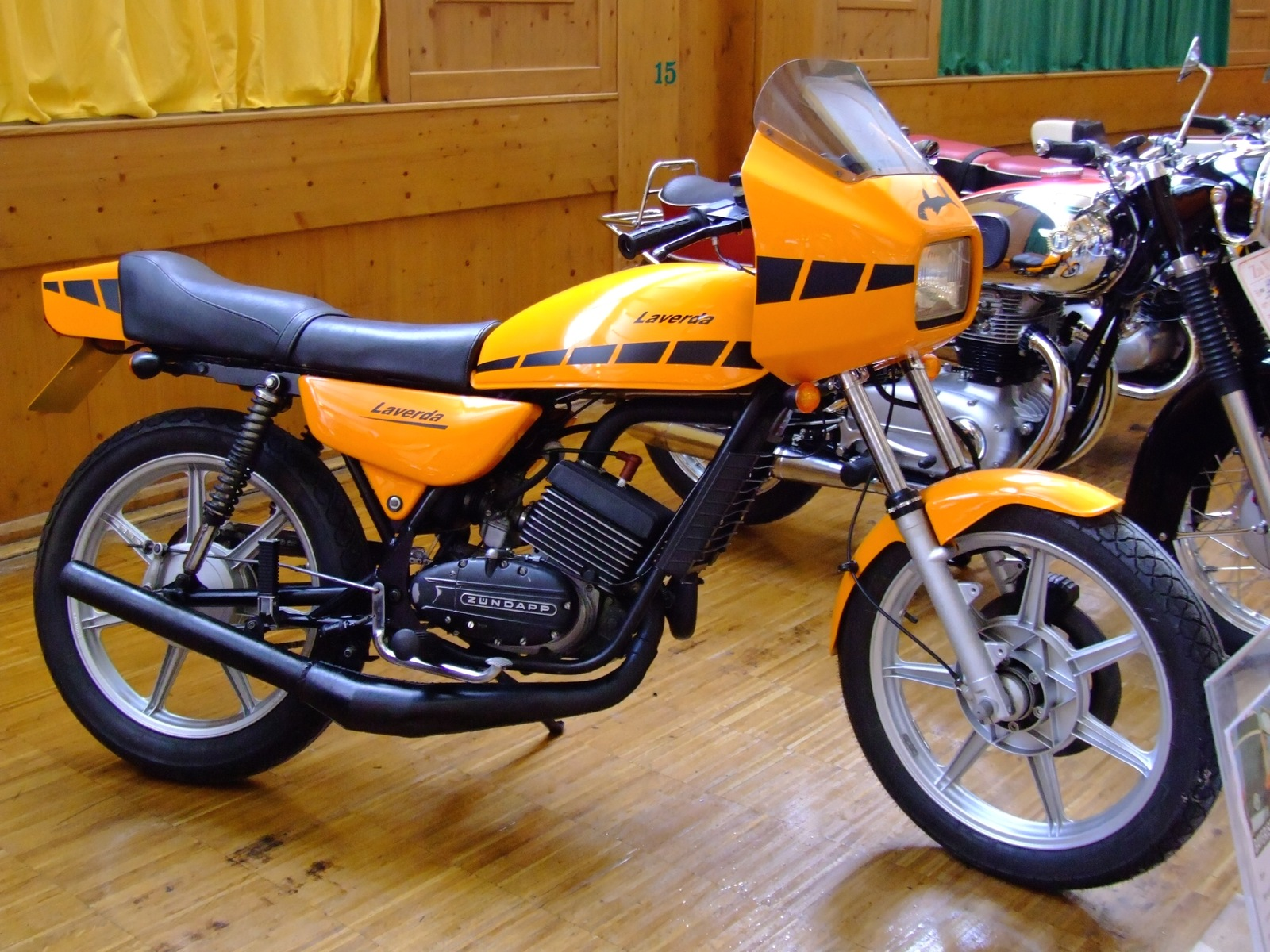
Laverda 125 cc LZ1 met een Zündapp-motorblok
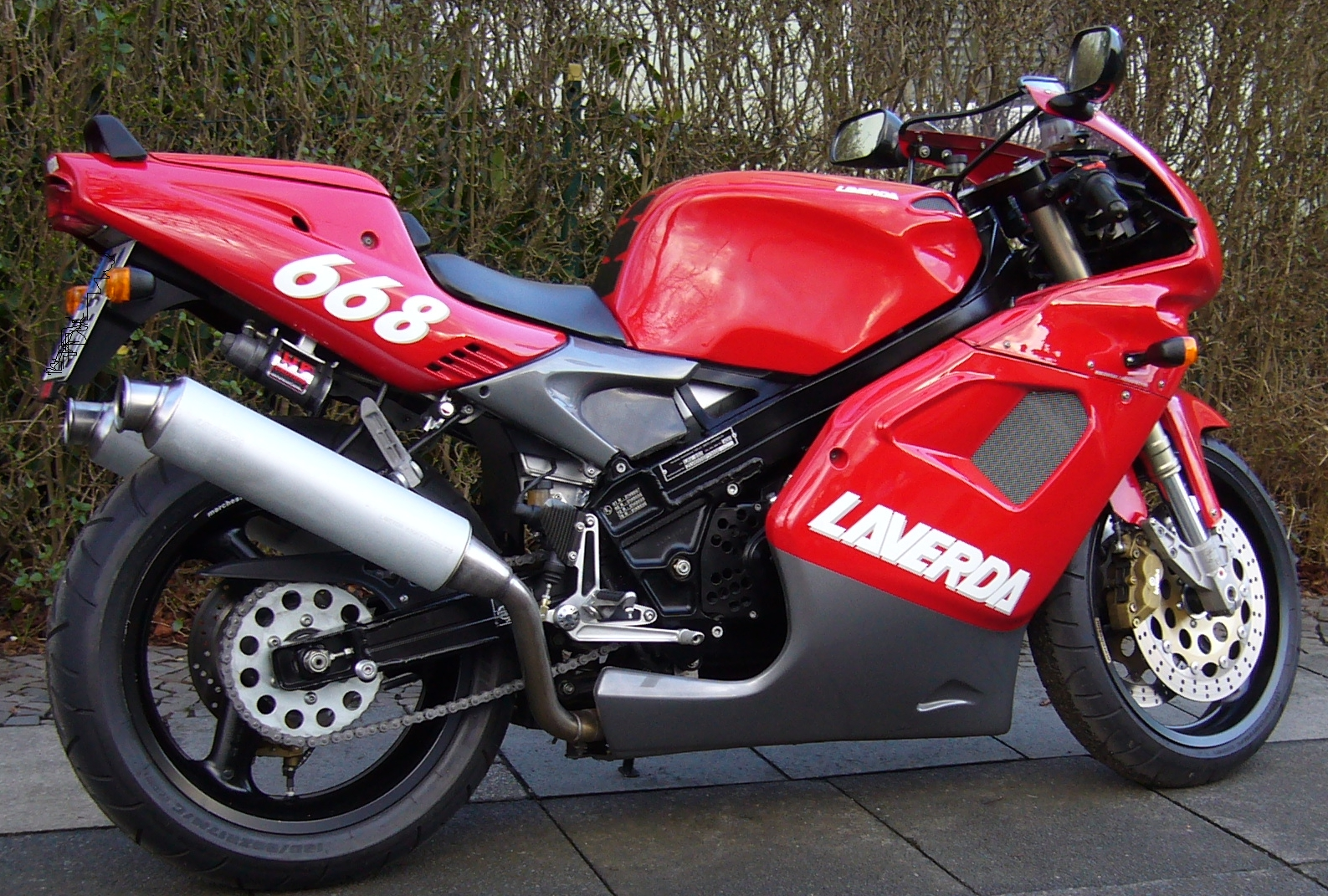
Laverda 668